# Narran River
Der Narran River ist ein Fluss im Osten Australiens an der Grenze zwischen den Bundesstaaten Queensland und New South Wales.

## Geographie
Zusammen mit dem Culgoa River und dem Bokhara River ist der Narran River ein Arm des Balonne River – und zwar der östlichste dieser drei. Er fließt nach Süden auf den Barwon River, einen Quellfluss des Darling River, zu, erreicht ihn aber nicht, sondern endet im abflusslosen Narran Lake nördlich des Barwon River.
Im März 2010 flutete der Narran River bei Angledool den Angledool Lake und lief dann in den Weetalabah Creek über, der den Castlereagh Highway quert. Damit füllte sich auch der Coocoran Lake in der Nähe der Lightning Ridge Gleiches geschah auch bei der großen Flut in Queensland Ende Januar / Anfang Februar 2011.